# Elizabeth Omoregie
Elizabeth Omoregie (n. 29 decembrie 1996, în Atena, Grecia) este o handbalistă slovenă de origine bulgară care joacă pentru echipa românească CSM București și pentru echipa națională a Sloveniei. Omoregie a fost și componentă a echipei naționale a Bulgariei.

## Biografie
Omoregie s-a născut și a crescut primii ani în Atena, într-o familie cu patru copii, un tată nigerian și o mamă bulgară. Elizabeth mai avea două surori, Mary și Rachel, și un frate, Emanuel. Familia s-a mutat mai apoi la Plevna, în Bulgaria, unde Elizabeth a urmat școala. De la o vârstă fragedă Omoregie a făcut antrenamente de atletism și a început să joace handbal la 8 ani. Mama ei, Natalia Asenova, fusese și ea portar de handbal. Omoregie a jucat pe rând la HK Loveci 98, la HK Lokomotiv Varna și la HK Șugar Pleven. În 2014, când avea doar 17 ani, tânăra handbalistă s-a transferat în Slovenia, la RK Krim. 
În octombrie 2017, presa slovenă a anunțat că Omoregie a obținut cetățenia slovenă și că ar putea juca pentru naționala acestei țări. Ea a particat la Campionatul European din 2020.
Pe 27 aprilie 2018 s-a făcut public faptul că handbalista a semnat un contract cu echipa românească CSM București, valabil din vara aceluiași an.

## Palmares
- Liga Națională:
  - Câștigătoare: 2021

- Cupa României:
  - Câștigătoare: 2019, 2022

- Supercupa României:
  - Câștigătoare: 2019

- Prima Ligă Slovenă:
  - Câștigătoare: 2015, 2017, 2018

- Cupa Sloveniei:
  -  Câștigătoare: 2015, 2016, 2017, 2018

- Supercupa Sloveniei:
  -  Câștigătoare: 2015, 2016, 2017

- Cupa Cupelor EHF:
  - Semifinalistă: 2016

## Premii individuale
- Cea mai bună marcatoare de la Campionatul Balcanic pentru Junioare: 2013[10]